# Saint-Étienne-aux-Clos
 Saint-Étienne-aux-Clos  (en occitano Sent Estefe deus Chaus) es una comuna y población de Francia, en la región de Lemosín, departamento de Corrèze, en el distrito de Ussel y cantón de Ussel-Est.
Su población en el censo de 2008 era de 234 habitantes.
Está integrada en la Communauté de communes Ussel-Meymac-Haute-Corrèze .

## Demografía
| 2572 | 278 | 228 | 203 | 198 | 211 | 234 |
| Para los censos de 1962 a 1999 la población legal corresponde a la población sin duplicidades (Fuente: INSEE [Consultar]) |     |     |     |     |     |     |